# تشارلي فيرغسون (لاعب كرة قدم أمريكية)
تشارلي فيرغسون (بالإنجليزية: Charley Ferguson)‏ هو لاعب كرة قدم أمريكية أمريكي، ولد في 13 نوفمبر 1939 في دالاس في الولايات المتحدة.

## وصلات خارجية
- تشارلي فيرغسون على موقع مرجع كرة القدم المحترفة.كوم (الإنجليزية)